# 다슬이
"다슬이"는 2011년에 개봉한 대한민국의 영화이다.

## 캐스팅
- 유해정 : 다슬이 역
- 김송일 : 삼촌 역
- 주부진 : 할머니  역
- 권오진 : 나이트클럽전무 역
- 민경진 : 등대아저씨 역
- 김소연 : 이웃집새댁 역
- 김병천 : 이웃집아저씨 역
- 배경 : 나이트여자손님 역
- 김정한 : 전기기사 역
- 송혁조 : 전파상주인 1 역
- 최도영 : 전파상주인 2 역
- 전혜선 : 애기엄마 역
- 송주영 : 오징어건조장아줌마 역
- 박영옥 : 대게가게아줌마 역
- 조용길 : 나이트손님들 역
- 송주영 : 나이트손님들 역
- 유창준 : 소방차구경꾼 역
- 조용길 : 소방차구경꾼 역
- 송주영 : 소방차구경꾼 역